# Fox Mind Games
 (février 2025).
Motif : Où sont les sources permettant de démontrer l'admissibilité de cet éditeur sur Wikipédia ?
- Archive Wikiwix
- Bing
- Cairn
- DuckDuckGo
- E. Universalis
- Gallica
- Google
- G. Books
- G. News
- G. Scholar
- Persée
- Qwant
- (zh) Baidu
- (ru) Yandex
- (wd) trouver des œuvres sur Wikidata

| 1. | Préciser le motif de la pose du bandeau. | Précisez le motif de la pose du bandeau en utilisant la syntaxe suivante : {{admissibilité à vérifier\|date=mars 2025\|motif=remplacez ce texte par le motif}}                      |
| 2. | Informer les utilisateurs concernés.     | Pensez à avertir le créateur de l'article, par exemple, en insérant le code ci-dessous sur sa page de discussion : {{subst:avertissement admissibilité à vérifier\|Fox Mind Games}} |

Fox Mind Games est un éditeur de jeux de société basé au Canada et en Israël. Fondé au début des années 2000, il distribue au Canada de nombreux jeux d'éditeurs européens, en français et en anglais.

## Quelques jeux édités
- Squad Seven, 2002, Roberto Fraga, As d'or Jeu de l'année  2004[réf. souhaitée]
- Crazy Circus, 2002, Dominique Ehrhard